# Theodore Conrad (criminal)
Theodore John Conrad (10 de julio de 1949-18 de mayo de 2021) fue un criminal estadounidense que en julio de 1969 robó $ 215 000 (equivalente a $ 1,52 millones en 2020) de un banco de Cleveland, Ohio, Estados Unidos. Nunca fue detenido, y vivió su vida bajo un nombre falso en Massachusetts, evadiendo la captura durante más de cinco décadas, hasta que fue identificado después de su muerte por el hijo de uno de los investigadores originales.

## Primeros años
Conrad nació en Denver, Colorado, Estados Unidos, hijo de Edward y Ruthabeth Conrad. Sus padres se divorciaron mientras Conrad estaba en la escuela primaria. Se mudó con su madre y su hermana a Lakewood, Ohio después del divorcio y asistió a la escuela secundaria de Lakewood, donde se graduó en 1967. Era popular en la escuela secundaria y fue elegido miembro del consejo estudiantil, y era muy brillante, con un coeficiente intelectual de 135. Luego asistió al New England College, donde su padre, un capitán retirado de la Marina, era profesor asistente de ciencias políticas. Dejó la universidad después de un semestre y asistió al Cuyahoga Community College.

## Robo y huida
A principios de 1969, Conrad empezó a trabajar en la sede del Society National Bank en 127 Public Square en Cleveland. Trabajaba en la caja fuerte como cajero, y su trabajo consistía en «empaquetar dinero para entregarlo en las sucursales de Society en la ciudad. Era un puesto para un empleado de confianza». Según un informe resumido compilado años más tarde por el Cuerpo de Alguaciles de Estados Unidos, «Según todas las apariencias, Conrad era ese chico típicamente estadounidense cuyo carácter no fue cuestionado y parecía ser un modelo de responsabilidad durante un tiempo turbulento».
El viernes 11 de julio de 1969, Conrad, que entonces tenía 20 años, fue a la bóveda y metió $ 215 000 en efectivo (equivalente a $ 1.52 millones en 2020) en una bolsa de papel y se fue con ella. La pérdida se descubrió solo el lunes siguiente, lo que le dio una ventaja de dos días para esconderse. Había poca seguridad en el banco y nunca le habían tomado las huellas digitales a Conrad. Inmediatamente después de que se descubrió su desaparición, se emitió una orden de detención contra él por cargos de malversación y apropiación indebida de fondos. En septiembre de 1969, Conrad fue procesado en un tribunal federal por cargos de malversación de fondos y de hacer una entrada falsa en los registros del banco.
Antes del robo, Conrad había estado obsesionado con la película de 1968 The Thomas Crown Affair, protagonizada por Steve McQueen como un ladrón de bancos millonario. Conrad «la vio más de media docena de veces» y «se jactó con sus amigos de lo fácil que sería sacar dinero del banco e incluso les dijo que planeaba hacerlo». En 1969, Conrad confesó su papel en el robo en una carta a su novia y expresó su pesar por el crimen.
Conrad fue por primera vez a Washington D. C. después del robo antes de mudarse a Los Ángeles y, en 1970, establecerse en Massachusetts. Después de mudarse al estado, Conrad asumió el nombre de «Thomas Randele». Se casó en 1982 y la pareja tuvo una hija. Trabajó como profesional de golf en el Pembroke Country Club, ascendió a gerente y trabajó para concesionarios de automóviles de lujo durante 40 años. Era muy querido por la policía local y llevaba una vida respetuosa de la ley. Esto, y la falta de huellas dactilares, dificultaron su búsqueda.

## Investigación y descubrimiento post mortem
Mientras Conrad criaba a su familia en Massachusetts, las fuerzas del orden lo perseguían sin éxito. Agentes de todas las oficinas de campo del FBI se unieron a la búsqueda, recopilando notas y documentación que llenó 20 carpetas. La búsqueda de Conrad duró 52 años, ya que los investigadores siguieron pistas que los llevaron a Washington D. C., Inglewood, California, el oeste de Texas, Oregón y Honolulu. El caso apareció en los programas de televisión sobre crímenes reales America's Most Wanted y Misterios sin resolver.
La búsqueda de Conrad se prolongó durante tanto tiempo que uno de los alguaciles adjuntos involucrados en la investigación original, John K. Elliott, fue reemplazado en el caso por su hijo Peter J. Elliott, quien se convirtió en el alguacil de los Estados Unidos del Distrito Norte de Ohio en 2003. John Elliott se retiró en 1990 y nunca dejó de buscar a Conrad. Murió en marzo de 2020.
El caso permaneció frío hasta noviembre de 2021, cuando Peter Elliott determinó que Conrad había estado viviendo como Randele en Lynnfield, Massachusetts, a 16 millas (26 km) al norte de Boston. Conrad había muerto de cáncer de pulmón el 18 de mayo de 2021, y le dijo a su familia su verdadera identidad en su lecho de muerte. Elliott fue informado del paradero de Conrad por un obituario de Randele, que indicaba su fecha de nacimiento como el 10 de julio de 1947 cuando su fecha de nacimiento real era el 10 de julio de 1949. Los nombres de sus padres en el obituario, Edward y Ruthabeth, y la universidad, New England College, eran los mismos que los de Conrad, y el apellido de soltera de su madre, Krueger, también era el mismo. La firma de Conrad, obtenida por los investigadores de una solicitud universitaria, también fue muy similar a la de Randele. Su familia no será acusada por no alertar a las autoridades sobre su confesión. Elliott no ha revelado cómo se enteró del obituario.